# 如此爹娘
如此爹娘是中華人民共和國一部黑白電影，1963年由上海海燕电影制片厂根据大公滑稽剧团同名滑稽戏改编和拍攝。該電影由笑嘻嘻、绿杨、叶一青编剧，导演為张天赐。杨华生（飾演孙平）、绿杨（飾演朱娟）、笑嘻嘻（飾演蒋福根）、红榴（飾演蒋家好婆）、张樵侬（飾演张老爹）、何凤（飾演张翠英）、丹枫（飾演杨老师）、张利音（飾演工人）、丹琳（飾演王同志）、沈一乐（飾演蒋阿龙）、筱声咪（飾演孙小宝）等人參演。
影片講述的是上海某里弄的一幢楼房里住有两户人家，其中住在楼下的汽车司机蒋福根對兒子管教极严，經常打骂。楼上住着孙平、朱娟夫妇，有一個十二岁儿子小宝。平日夫妻之间互相欺诈下，小宝也受到他們影響。其学校杨老师一再要求孙平和朱娟配合学校，做好教育第二代的工作，但朱娟不以为然，后来小宝在杨老师的启发教育下，当众承认了所做的许多不好行为。